# Antoni Rojowski
Antoni Rojowski (Rojewski) herbu Cholewa – podczaszy urzędowski w  latach 1781–1782, podstoli urzędowski w latach 1780–1781, komisarz do podatku 10 grosza, komisarz graniczny województwa lubelskiego w 1792 roku.